# A la caza del Chotta
A la caza del Chotta est une bande dessinée espagnole illustrée par Francisco Ibáñez, appartenant à la franchise Mortadel et Filémon, éditée en 1985.

## Synopsis
Au Tibet, ils ont capturé le Chotta, un lointain cousin du Yéti, beaucoup plus petit que son parent, mais aussi beaucoup plus espiègle. Mortadel et Filémon doivent le livrer au laboratoire du Pr Von Alcachoffen pour l'étudier. Cependant, Mortadel fait s'écraser le jet où se trouvaient les deux agents, le Super, Bacterio et Ofelia dans les Alpes, échappant au Chotta. Ils doivent donc d'abord le capturer pour l'empêcher de commettre d'autres méfaits parmi les Alpins.

## Édition
Il s'agit de l'une des bandes dessinées des années 1980 qui n'ont pas été dessinées ou écrites par Francisco Ibáñez et qui ont été produites après son départ de Bruguera en 1985. La bande dessinée est écrite par Jesús de Cos et dessinée par Juan Manuel Muñoz. Elle est d'abord publiée en série dans les nos 189 et 196 de la revue Mortadelo Especial. En 1985, elle est publiée dans le no 310 (M. 220) de l'ancienne collection Olé et cesse d'être publiée en 1988 lorsque Francisco Ibáñez reprend le contrôle de ses personnages.